# Алфа Ромео 156
Алфа Ромео 156 је аутомобил који је производила италијанска фабрика аутомобила Алфа Ромео од 1997. до 2007. године.

## Историјат
Представљен је 1997. године на салону аутомобила у Франкфурту, као модел који наслеђује 155-ицу. Производио се у Алфином погону у граду Помиљано д'Арко у Италији и у Џенерал моторсовој фабрици на Тајланду од 2002. године и био је намењен азијско-пацифичком тржишту.
Алфа 156 била је доступна у седан верзији, затим у караван и кросовер-караван верзијама. Седан верзија се престала производити 2005. године. Године 1998, 156-ица је освојила награду Европског аутомобила године. Рестилизован је два пута, 2002. године, а 2003. редизајн је поверен дизајнеру Ђорђету Ђуђару.
За разлику од свог угластог претходника, 156-ица је заводљивим линијама одмах привукла пажњу светске јавности и купаца. У том тренутку био је то изузетно леп аутомобил, са разним дизајнерским триковима као што су сакривене ручице задњих врата у ц-стуб. Предњим делом доминирају обли фарови са карактеристичним Алфином решетком и наглашеним отвором за хладњак. Задња стоп-светла смештена су у једној линији.
Од мотора уграђивали су се бензински 1.6 (120 КС), 1.8 (140 и 144 КС), 2.0 (150 и 155 КС) ови мотори су имали две свећице по цилиндру, затим 2.0 (165 КС), 2.5 (190 и 192 КС) и 3.2 (250 КС) и дизел мотори од 1.9 JTD (105, 110 и 115 КС), 1.9 M-Jet (140 и 150 КС), 2.4 JTD (136, 140 и 150 КС) и 2.4 M-Jet (175 КС).

## Галерија
- редизајн од 2003.
- седан
- караван
- унутрашњост